# 無職強制収容所
『無職強制収容所』（むしょくきょうせいしゅうようじょ）は、原作・鎌倉敦史（かまくらあつし）、作画・昭伶（あきられい）による日本の漫画。法改正により強制収容された無職者の奮闘を描くホラー・ミステリー漫画。
本作は、投稿コミュニティサイトエブリスタに鎌倉敦史（エブリスタペンネーム：鎌倉ペンギン）が投稿を行った、WEB投稿小説『無職リサイクル』を原作とする。同作がエブリスタ小説大賞2015-16、双葉社ホラー&ミステリー賞において大賞を受賞し、2016年7月20日『無職強制収容所』としてコミック発売に至る。レーベルはアクションコミックスであるが、『漫画アクション』などの紙媒体での連載ではなく、エブリスタにおいてコミック発売と並行しWEB連載が行われている。
鎌倉は自身のTwitterにおいて、作中登場人物の達也とブッチは『明日に向って撃て!』のロバート・レッドフォードとポール・ニューマンのコンビをイメージしたとし、さらにブッチはポール・ニューマンの役名“ブッチ”からつけたと述懐している。

## あらすじ
2022年、非労働者再生法が成立。6ヵ月（180日）収入が無い無職者は、再生処置施設で脳のリライトを施され、記憶を無くし労働意欲の高い再生者として生まれ変わる。2028年、神条達也は投資会社に務めるエリートであったが、同僚の高木に嵌められ突然解雇される。5億あった預金も消失しており、無職となった達也は職に就けずついに6ヶ月が経過する。ところが労働局から再生処置ではなく、強制労働を執行される。しかし配属先は元自衛隊施設を利用した保安局員を養成する訓練施設であり、訓練員として軍事訓練を強制される。訓練は過酷な労働やFASTと呼ばれる洗脳から始まり、逃亡者は射殺されて行く。射撃訓練が始まると、ブッチ、沙也らと脱走を試みるがショウが乱入し失敗。達也はその後、労働者再生機構の執行官となるが、再生処置対象者を逃したことから保安局搬送部に異動となる。初任務となる再生処置対象者を搬送中、再生処置に反対する武装勢力RATSによる襲撃を受け、達也ら第8搬送隊池袋2班は捕虜となる。RATSの拠点へ連行されると、そこにはブッチが捕らわれていた。ブッチはRATSの初代リーダーであり、過激化するRATSから離脱した経緯を語る。達也とブッチは一芝居打ち拠点から逃走、RATSから追撃を受けるが2班の残存隊員や1班の沙耶らに救出され窮地を脱する。一行は再生処置施設に到着するが、再生処置が行われているはずの施設には、大量の人骨が積まれていた。

## 主な登場人物
神条 達也（かみじょう たつや）
27歳。エリートであったが解雇され無職になる。保安局訓練隊に配属されるもエリート意識・プライドを失わず、FASTによる洗脳に抗う。ブッチ、沙也と脱走を試みるが失敗し、執行官を経て搬送隊に配属され、再生処置施設の真実を知る。本人は知らぬまま、スリーパーズプロジェクトの要員とされ、交際していた愛美に見守られている。
真渕 準（まぶち じゅん）“ブッチ”
保安局訓練隊でFASTの影響を受けていない達也、沙耶らに脱走を持ちかけるが失敗。その後RATSに監禁されるが達也と供に逃走し、搬送隊一行を再生処置施設に案内する。RATSの初代リーダーであり、過激化するRATSを脱退、交際相手の梨花がリーダーを引き継いだ。
安西 沙也（あんざい さや）
元看護師。保安局訓練隊に配属され、レイプされそうになった所を達也に救われる。FASTの影響を受けず、達也らが脱走を試みた際に負傷し保安局病院に入院する。退院後は搬送隊池袋1班に所属し、達也らの窮地を救う。
速川 ショウ（はやかわ ショウ）
保安局訓練隊に配属されるが、密かに訓練官や訓練員を殺害する。達也らが脱走を試みた際に訓練官を射殺し逃走する。搬送隊襲撃の際、RATSメンバーとして保安局員を次々と襲撃する。高い戦闘能力を有する。
愛美（まなみ）
達也の交際相手。達也の前では普通の彼女を演じていたが、スリーパーズプロジェクトに関わっており、達也が無職となった後も見守り、監視ともとれる行動をとる。
如月 梨花（きさらぎ りか）
RATSの2代目リーダー。過去ブッチと交際していた。穏健派のブッチがRATSを離脱するとリーダーを引き継ぎ、過激派となったRATSを率いる。再生処置施設の破壊を目的としている。

## 書誌情報
- 原作：鎌倉敦史、作画：昭伶『無職強制収容所』双葉社〈アクションコミックス〉、全6巻
  1. 2016年7月20日発売[5] ISBN 978-4-575-84826-7
  2. 2016年12月28日発売[6] ISBN 978-4-575-84909-7
  3. 2017年5月27日発売[7] ISBN 978-4-575-84977-6
  4. 2017年11月22日発売[8] ISBN 978-4-575-85065-9
  5. 2018年4月12日発売[9] ISBN 978-4-575-85139-7
  6. 2018年10月20日発売[10] ISBN 978-4-575-85224-0